# おおぐま座ガンマ星
おおぐま座γ星は、おおぐま座の恒星で2等星。北斗七星を形成する恒星の1つでもある。

## 概要
ひしゃくの水汲みの側から3番目に位置する。北斗七星の星は、ポラリス（現在の北極星）に近い方から順にバイエル符号をつけられたため、3番目のγが与えられた。
回転するガスが周囲に円盤状の雲を形成している。非常に速い自転速度が星を取り巻く回転するガスを生み出す原因となっている。この星を取り巻いている水素ガスによりスペクトルに水素の輝線が見られ、そのためにスペクトル分類に輝線 (emission line) を示す接尾記号eがつけられる。接尾記号eのつけられる星は大概がB型のスペクトルを示し、A型のスペクトルを示すものは稀で、2008年現在、100個ほどしか見つかっていない。
この恒星はおおぐま座運動星団と呼ばれるグループに属している。北斗七星の星は、α星、η星以外はこの星団に属している。この星団に属する星は、宇宙空間において、同じ方向に動いているとみられている。

## 名称
Gamma Ursae Majoris、略称 γ UMa。固有名フェクダ (Phecda) は、アラビア語で「大熊の腿」を意味する fakhidh al-dubb al-akbar が由来となっている。2016年6月30日に国際天文学連合の恒星の命名に関するワーキンググループ (Working Group on Star Names, WGSN) は、Phecda をおおぐま座γ星の固有名として正式に承認した。
中国名も知られ、『史記』「天官書」など正史の天文志では天璣（てんき）、唐の密教教典『仏説北斗七星延命経』では禄存（ろくぞん）と呼ばれる。